# Kydia calycina
Kydia calycina är en malvaväxtart som beskrevs av William Roxburgh. Kydia calycina ingår i släktet Kydia och familjen malvaväxter. Inga underarter finns listade i Catalogue of Life.

## Bildgalleri

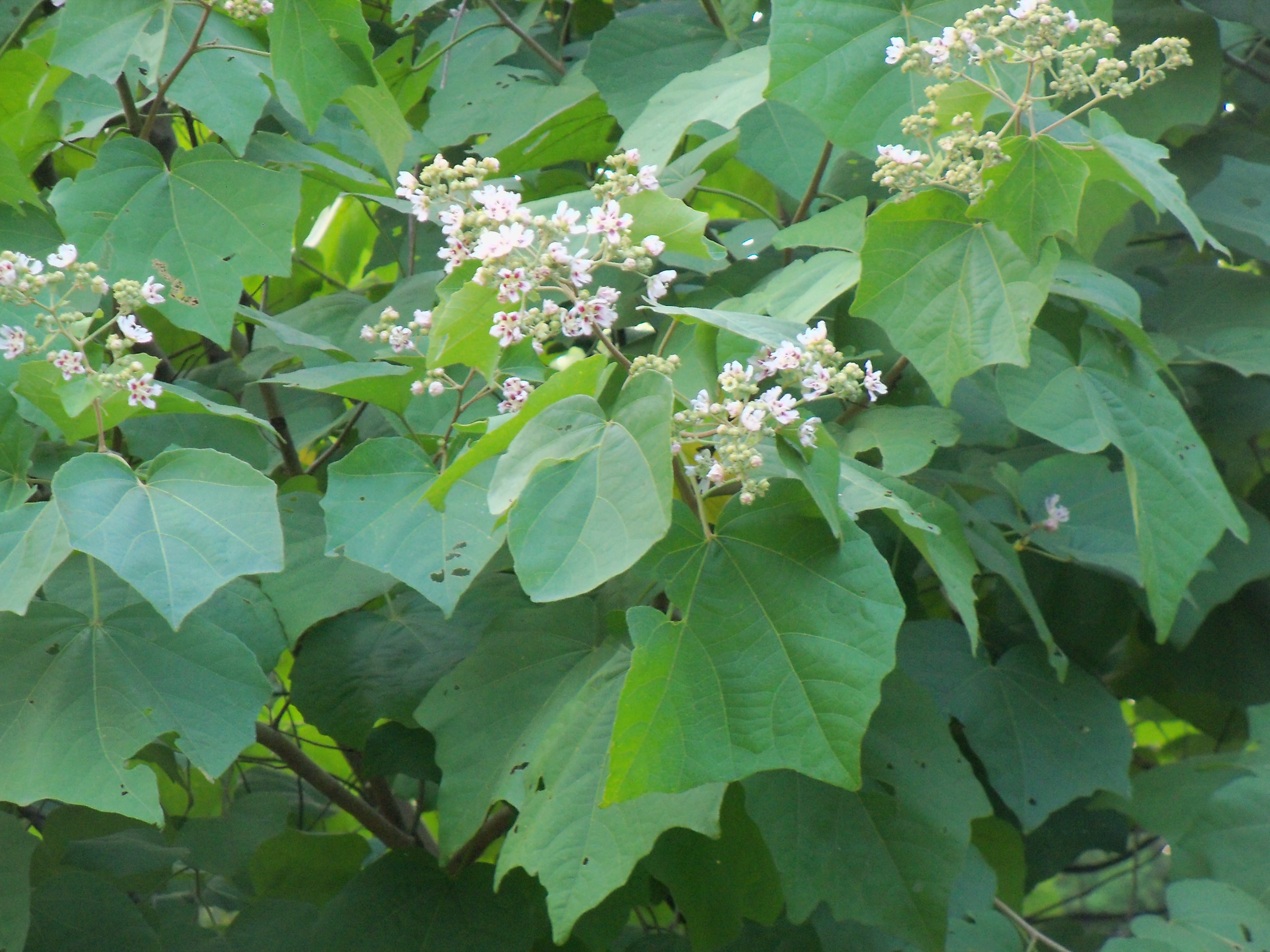
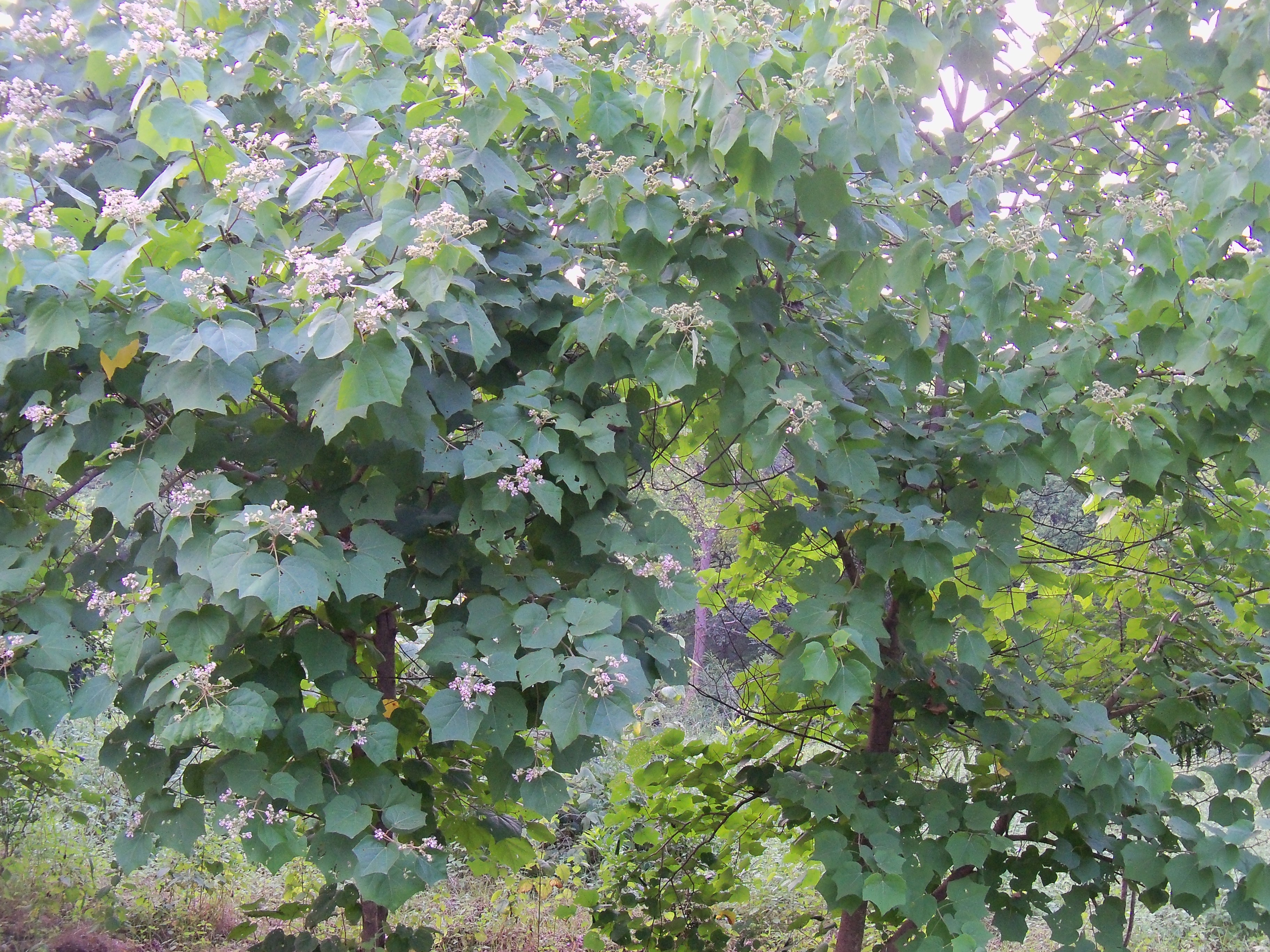